# 23277 Benhughes
23277 Benhughes este un asteroid din centura principală de asteroizi.

## Descriere
23277 Benhughes este un asteroid din centura principală de asteroizi. A fost descoperit pe 28 decembrie 2000 la Socorro, New Mexico, în cadrul proiectului LINEAR. Asteroidul prezintă o orbită caracterizată de o semiaxă mare de 2,25 ua, o excentricitate de 0,03 și o înclinație de 7,7° în raport cu ecliptica.